# China Taipéi en los Juegos Olímpicos de París 2024
China Taipéi (Taiwán) estuvo representada en los Juegos Olímpicos de París 2024 por un total de 60 deportistas, 34 mujeres y 26 hombres, que compitieron en 16 deportes.
Los portadores de la bandera en la ceremonia de apertura fueron el break dancer Sun Chen y la jugadora de bádminton Tai Tzu-Ying.

## Medallistas
El equipo olímpico taiwanés obtuvo las siguientes medallas:
| Nombre                | Deporte            | Competición  |
| --------------------- | ------------------ | ------------ |
| Oro                   |                    |              |
| Lee Yang Wang Chi-Lin | Bádminton          | Dobles M     |
| Lin Yu-Ting           | Boxeo              | 57 kg F      |
| Plata                 |                    |              |
| —                     |                    |              |
| Bronce                |                    |              |
| Wu Shih-Yi            | Boxeo              | 60 kg F      |
| Chen Nien-Chin        | Boxeo              | 66 kg F      |
| Tang Chia-Hung        | Gimnasia artística | Barra fija M |
| Kuo Hsing-Chun        | Halterofilia       | 59 kg F      |
| Lee Meng-Yuan         | Tiro               | Skeet M      |